# Марченков, Валерий Иванович
Марченков Валерий Иванович (род. 5 июля 1947 г., дер. Осиновка, Монастырщинский район, Смоленская область, СССР) — российский военачальник, генерал-полковник. 

## Биография
Родился в семье работника лесного хозяйства. После окончания школы год работал на стройке.
В Вооружённых Силах СССР с 1966 года. Окончил Московское высшее общевойсковое командное училище имени Верховного Совета РСФСР в 1970 году. В 1970—1978 годах служил в 2-й гвардейской Таманской мотострелковой дивизии: командир взвода, командир роты, начальник штаба – заместитель командира мотострелкового батальона.
Окончил Военную академию имени М. В. Фрунзе в 1981 году. С 1981 года служил в Группе советских войск в Германии: командир 240-го мотострелкового полка, в 1984—1986 годах — командир 6-й отдельной гвардейской мотострелковой бригады.
Окончил Военную академию Генерального штаба Вооружённых Сил СССР имени К. Е. Ворошилова в 1988 году. С 1988 по 1992 годы — командир 2-й гвардейской Таманской мотострелковой дивизии, с 1992 года — первый заместитель командующего армией, с 1996 года — командир 30-го армейского корпуса Ленинградского военного округа (корпус дислоцировался на территории Карелии). Участвовал в первой чеченской войне.
С 1998 года — первый заместитель начальника Главного управления боевой подготовки Вооружённых Сил Российской Федерации. В июне 2001 года назначен на должность начальника Военного университета Министерства обороны Российской Федерации. По достижении предельного срока пребывания на военной службе был уволен в запас в 2009 году, но продолжал возглавлять университет. Его многолетняя служба во главе университета оценивается высоко: решением Европейской деловой ассамблеи и Клуба ректоров Европы Военный университет в 2012 году был признан «Лучшим учреждением Европы в сфере образования», а также стал лауреатом престижной международной награды «За вклад в мировую науку».
Освобождён от занимаемой должности в октябре 2017 года. Продолжает работать в университете на посту Главного научного сотрудника (научного руководителя) Военного университета. Член Совета ректоров вузов Москвы и Московской области.
Доктор педагогических наук (2005), профессор. Председатель редакционного совета журналов «Военный академический журнал» и «Вестник военного права». Является автором (соавтором) более 40 научных работ и учебно-методических трудов общим объемом более 300 печатных листов. Специализируется в области теории и методики военно-профессионального образования и образовательного процесса в высших военно-учебных заведениях.

## Награды
- Орден «За заслуги перед Отечеством» 4 степени
- Орден Александра Невского
- Орден «За военные заслуги»
- Орден Красной Звезды
- Медаль «За боевые заслуги»
- Другие медали
- Почётный работник высшего профессионального образования Российской Федерации